# San Isidro (El Rosario)
San Isidro es una entidad de población del municipio de El Rosario, en la isla de Tenerife —Canarias, España—.

## Características
Se encuentra situado a unos nueve kilómetros al este del centro municipal, a una altitud media de 278 m s. n. m.
Está formado por los núcleos de El Chorrillo, Llano Blanco y San Isidro.

### El Chorrillo
Cuenta con el colegio Rodríguez Campos, el centro de salud de El Rosario, la casa de la juventud de El Rosario, un pabellón municipal de deportes, la escuela infantil de El Rosario, una comisaría de la policía local, un centro social sede de la asociación de vecinos AAVV 25 de Mayo y con una gasolinera.
Aquí se encuentra el Polígono Industrial de San Isidro o La Campana y la Inspección Técnica de Vehículos (ITV) El Rosario.

### Llano Blanco
Se ubica en un amplio lomo entre el barranco de Chabique o de Las Higueras y el barranquillo de Los Toscales. Aquí se encuentran la mini-residencia y centro de día el Rosario, la escuela municipal de teatro, la tenencia de alcaldía del Ayuntamiento de El Rosario, así como una plaza pública y un parque infantil.

### San Isidro
Pequeño núcleo tradicional, San Isidro cuenta con el colegio CEIP San Isidro, una iglesia, un tanatorio y una plaza pública.

## Historia
El núcleo de El Chorrillo fue uno de los afectados en 1972 por la cesión de territorios que el municipio de El Rosario hizo a favor de Santa Cruz de Tenerife para su expansión, quedando dividido en dos barrios homónimos, uno rosariero y otro capitalino.

## Demografía
| Año        | 2000 | 2001 | 2002 | 2003 | 2004 | 2005 | 2006 | 2007 | 2008 | 2009 | 2010 | 2011 | 2012 | 2013 |
| ---------- | ---- | ---- | ---- | ---- | ---- | ---- | ---- | ---- | ---- | ---- | ---- | ---- | ---- | ---- |
| Habitantes | 674  | 670  | 673  | 703  | 734  | 742  | 742  | 780  | 830  | 848  | 862  | 876  | 882  | 860  |

## Fiestas
San Isidro celebra sus fiestas patronales en honor al santo titular y a Santa María de la Cabeza en el mes de mayo, destacando entre sus celebraciones una tradicioanl feria de ganado.

## Comunicaciones
Se accede principalmente por la Carretera General del Sur TF-28 y por la Autopista del Sur TF-1.

### Transporte público
Cuenta con una parada de taxi en la calle de Llano Blanco.
En autobús —guagua— queda conectado mediante las siguientes líneas de TITSA: 
| Línea | Trayecto                                                   | Recorrido     |
| ----- | ---------------------------------------------------------- | ------------- |
| 127   | Taco - Güímar (por Barranco Hondo y Candelaria)            | Recorrido     |
| 138   | Sta. Cruz - Tabaiba Baja (por Radazul)                     | Horario/Línea |
| 139   | Sta. Cruz - Tabaiba Baja (por Radazul)                     | Horario/Línea |
| 933   | Taco - Barranco Grande - Cruce Sta. María - El Tablero     | Recorrido     |
| 944   | El Tablero - La Gallega - Avda. Hespérides - Tíncer - Taco | Recorrido     |

## Lugares de interés
- Iglesia de San Isidro
- Polígono industrial La Campana